# Давыдковский сельсовет
Давыдковский сельсовет — сельское поселение в Сосновском районе Нижегородской области. Административный центр — село Давыдково.

## История
Статус и границы сельского поселения установлены Законом Нижегородской области от 15 июня 2004 года № 60-З «О наделении муниципальных образований - городов, рабочих посёлков и сельсоветов Нижегородской области статусом городского, сельского поселения».

## Население
| 2002 | 2010 | 2012 | 2013 | 2014 | 2015 | 2016 |
| ---- | ---- | ---- | ---- | ---- | ---- | ---- |
| 921  | ↘775 | ↗788 | ↘773 | ↗788 | ↘773 | ↘766 |
| 2017 | 2018 | 2019 | 2020 | 2021 |      |      |
| ↘735 | ↗742 | ↘741 | ↘728 | ↘649 |      |      |

## Состав сельского поселения
| № | Населённый пункт | Тип населённого пункта       | Население |
| - | ---------------- | ---------------------------- | --------- |
| 1 | Давыдково        | село, административный центр | ↘701      |
| 2 | Муханово         | деревня                      | ↘62       |
| 3 | Никулино         | деревня                      | ↘12       |